# 西ドイツ国鉄V169形ディーゼル機関車

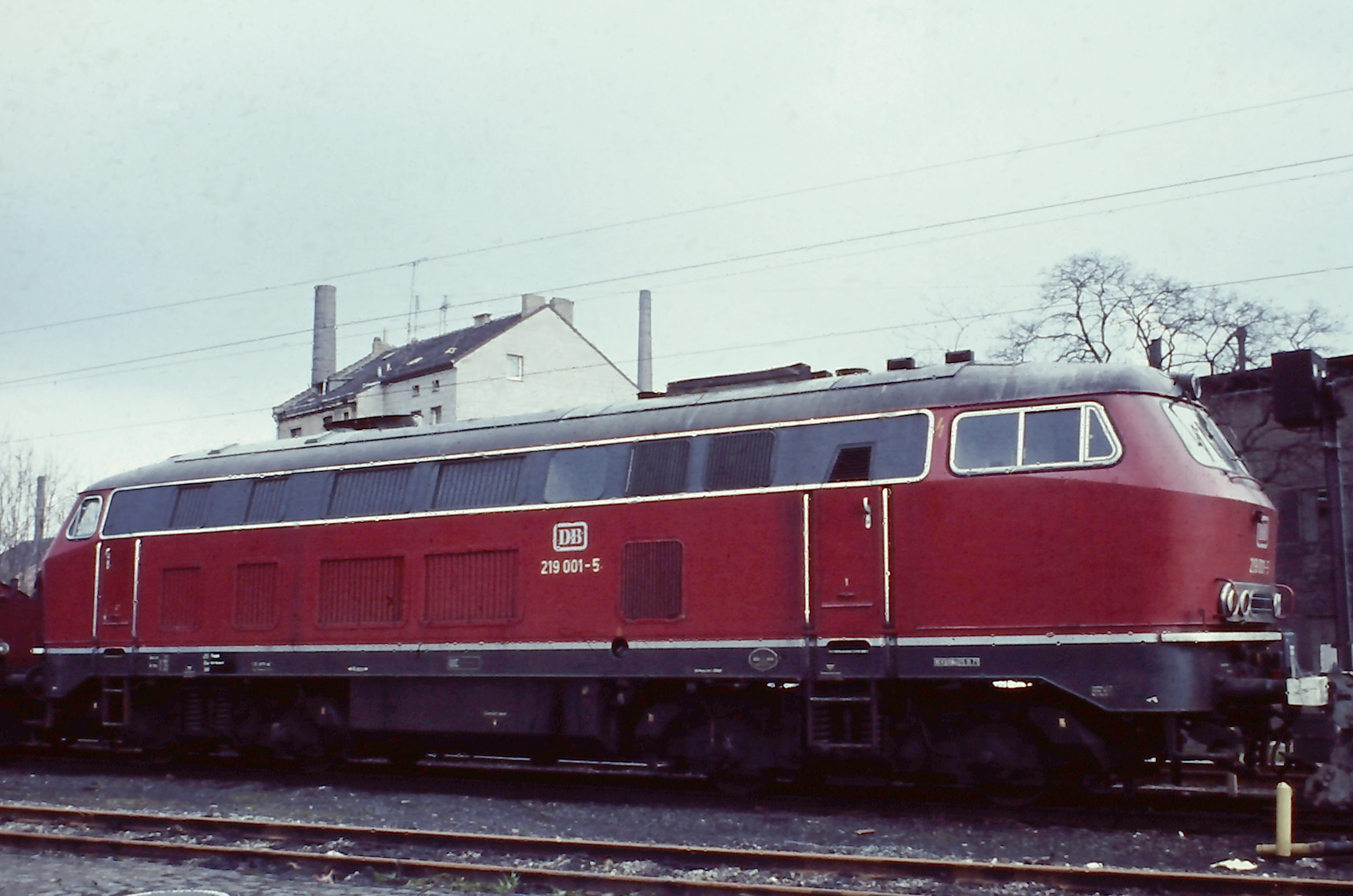
219 001（V169形）

西ドイツ国鉄（ドイツ連邦鉄道。DB）V169形は、ガスタービンエンジンを補助的に使用する液体式ディーゼル機関車の試作車である。V160形を発展させた形式であり、1965年に1両のみが製造され、1968年の称号変更で219形とされた。
のちにガスタービンエンジンを撤去され、ドイツ国外に売却されたあと再び買い戻され、2007年現在、エルベ-ヴェーゼル鉄道(EVB)の420.01形として使用されている。

## 製造と運用

### 開発と試験
1963年当時、V160形が大量に製造されていたが、将来の標準形式を定めるべくプロトタイプのテストが計画された。あわせて電気暖房も検討された。そのためエンジン出力はV160形よりも大きなものが要求され、1965年から翌年にかけて試作されたV162形（のちの217形）は走行用エンジンとは別に、主に電気暖房用発電機に使用する補助エンジンを搭載した。電気暖房を使用しないときにはふたつのエンジン出力は調合され、走行性能の向上に向けられた。V162形は3両製造された。V169形は、このディーゼル発電機をガスタービンエンジンに変えたものである。
走行用エンジンはV160型の初期型に搭載されたものと同じである。
ガスタービンエンジンはゼネラル・エレクトリック（GE）のLM100-PA104型が採用され、KHDがライセンス生産した。燃料はケロシンの代わりに軽油が使用された。この経緯から、機関車本体もKHDが受注した。
1965年6月、V169 001が落成し、ミュンヘン国際博覧会で公開された。翌年1月、DBは試用を開始した。1966年3月にはアルガイで試運転を行い、ケンプテンに配属された。
1968年、称号変更で219 001-5となった。

### ガスタービンエンジンの試用
1971年に、本形式を発展させた210形がケンプテンに配備されると、219形はそれらに比べて出力不足の面が目立つようになった。
1974年、ガスタービンエンジンの燃焼室が破損し、1900PS（1400kw）のディーゼルエンジンのみが使用可能な状態となった。電気暖房のための発電機も使用できなくなった。これらのことから、219形はケンプテンでの使用は中止され、他路線で貨物列車の牽引に充当された。1977年11月に検査期限切れとなり、1978年に廃車、1985年にイタリアの鉄道業者に売却され、T1591形とされた。

## 現況
2007年現在、ドイツ国内で使用されている。

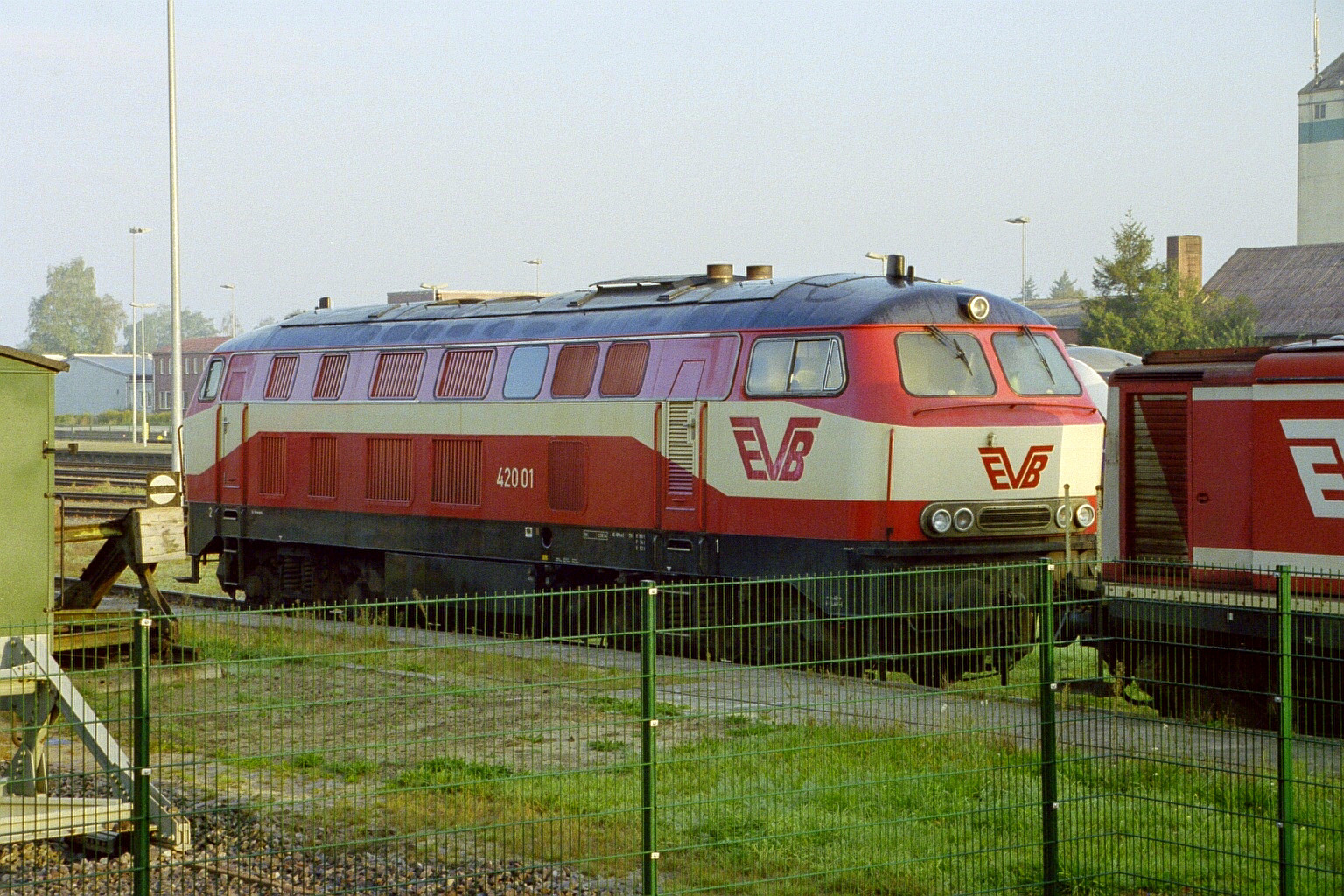
EVB 420 01型ディーゼル機関車

1998年、V169形はドイツ国内のRailimpexに買い戻され、Gmeinderにてエンジン換装の大幅な修復が施された。各社を経て2001年10月末よりエルベ-ヴェーゼル鉄道(EVB)に購入され、DH280 01形とされてハンブルク〜ブレーメン〜ブレーマーハーフェン間のコンテナ列車に充当された。2002年からは新たに420.01形と付番された。

## 主要諸元（製造時。現状が異なる場合は併記）
- 全長：16,400 mm
- 全幅：
- 全高：
- 運転整備重量：76.7 t
- 軸重：20t
- 機関：マイバッハ製V形16気筒ディーゼルエンジン　MB16V538TB10型　1基＋GE製ガスタービンエンジンLM100-PA104形　1基

（現在はキャタピラー社3516B-TA-JW型　1基）
- ピストン直径×行程：190mm×230mm
- 液体変速機：フォイト製L820wrs
- 軸配置：B-B
- 出力/エンジン回転数：2150PS（1400kw）＋900PS

（現在は2800PS）
- 動力伝達方式：液体式
- 最大運転速度：130km/h（現在は120km/h）
- 列車暖房方式：電気式

（現在はナシ）
- 製造初年：1965年
- 製造所：KHD